# ریخارد ژملیچکا
ریخارد ژملیچکا (چکی: Richard Žemlička؛ زادهٔ ۱۳ آوریل ۱۹۶۴) بازیکن هاکی روی یخ اهل چکسلواکی بود.